# Gainesville (Alabama)
Pour les articles homonymes, voir Gainesville.
Gainesville est une ville située dans le comté de Sumter, dans l'Alabama, aux États-Unis. Lors du recensement de 2010, elle comptait 208 habitants.

## Démographie
| Groupe          | Gainesville | Alabama | États-Unis |
| --------------- | ----------- | ------- | ---------- |
| Afro-Américains | 82,2        | 26,2    | 12,6       |
| Blancs          | 16,4        | 68,5    | 72,4       |
| Métis           | 1,4         | 1,5     | 2,9        |
| Autres          | 0,0         | 3,8     | 12,1       |
| Total           | 100,0       | 100,0   | 100,0      |

Selon l'American Community Survey, pour la période 2011-2015, 161 personnes âgées de plus de 5 ans déclarent parler l'anglais à la maison et quatre personnes déclarent parler thaï.
| 1850  | 1880 | 1890  | 1900 | 1910 | 1920 | 1930 | 1940 |
| ----- | ---- | ----- | ---- | ---- | ---- | ---- | ---- |
| 1 500 | 960  | 1 017 | 817  | 532  | 355  | 329  | 283  |

| 1950 | 1960 | 1970 | 1980 | 1990 | 2000 | 2010 | - |
| ---- | ---- | ---- | ---- | ---- | ---- | ---- | - |
| 319  | 214  | 255  | 207  | 449  | 220  | 208  | - |